# 魏侃夫
魏侃夫（？—？），號錦舒，福建武平魏氏一世祖，江寧府（今南京）人，進士出身。元末至正年間（1341-1368）任福建上坑、武平兩縣事，名載《福建省通志》。為官清廉愛民，獎勵文教……，時元末民不聊生，百姓思變，福建多賊寇海賊，海盜與倭寇結合，從事無本生意者众，燒殺擄掠，无所不为，魚肉鄉民。侃夫解官後，搬至武平萬安(妻謝氏故鄉)，為禦盜匪，山賊，海賊和土賊，築城和土樓防禦，在福建萬安鎮（今萬安鄉）築堡為民防禦，为先进战略防御思想理念，延用至今。後為人誣告（占用城內其他人家祖墳），昏官來查,朝廷下指令处死，實是寃案，朝廷追究，无人敢獨自承擔罪責，酷刑剝皮（凌遲）而死，相传当日下雨滂沱，乡民以为老天开眼，故當地人稱之剝皮爺公，死後贈光祿大夫，追封城堭及族永免雜役，塑像立祠。今福建舉辦民俗祭典以祭，香火不絕（農曆1月26日）。後福建因當時人多耕地少，康熙帝頒布禁海令，漁民難以謀生，魏侃夫16世孫魏飛龍尝渡台。有俗：「十去,六死,三留，一回头」，當時台海盜土匪械斗亦多，族多一路從淡水移居桃園龍潭及烏樹林。另有數支魏氏後裔移居台灣。魏侃夫係为縣官，元朝政治人物，政治家，現立祠於福建省武平縣岩鎮橙邦村

## 子孫
22世孫魏廷朝，爲民主進步黨創黨元老。